# Adriana
Adriana（アドリアナ、1982年2月14日生）は、日本のビューティーモデル・ファッションモデルである。ブラジル・サンパウロ生まれ、日本育ち。デザイムモデルエージェンシー所属。ブラジルと日本のハーフ。

## 人物
幼少期にブラジルから日本に移住し、現在に至る。兄はモデルのヒカルド、妹はモデルのプリシラ。
デビューのきっかけは、モデルをしている妹が所属していた現事務所を紹介されたことによる（妹は現在は別の事務所に所属する）。2008年『atre』イメージモデルに起用される。現在も多くのビューティー誌・ファッション誌で幅広く活躍中である。
本人曰く、ポルトガル語は話せないが、言っていることは理解できる。
好きなアーティストはMr.Children。

## 雑誌
- 『MORE』集英社
- 『Oggi』小学館。
- 『BAILA』集英社
- 『InRed』宝島社
- 『LEE』集英社
- 『VERY』講談社
- 『MORE』集英社
- 『MISS』世界文化社
- 『an・an』マガジンハウス
- 『Style』講談社
- 『VoCE』講談社
- 『MAQUIA』集英社
- 『FUDGE』
- 『NHKきれいの魔法』NHK出版
- 『CREA』文藝春秋
- 『F-Mode』（フリーマガジン）インデックス・コミュニケーションズ
- 『ar』主婦と生活社
- 『hinami』オルビス株式会社

など

## TVCM
- MAZDADemio 玉木宏恋人役
- ロート製薬ドライエイド
- サマンサタバサ
- ミキモトコスメティクス
- イミュ[dejavu Lush knockout]
- マードゥレクス化粧品 Ex:beaute (女優肌)
- [KOSE] HAPPY Bathday
- 池田模範堂　ポケムヒ
- Volvic フルーツキス

## ファッション・ショー
- fur fur2009A/W,2010S/S (東京コレクション)
- glamb2006S/Sコレクション
- UNDER (東京コレクション)
- 高島屋ゆかたコレクション
- InRedファッションショー
- Total wedding beauty show